# Erastus forcipatus
Erastus forcipatus är en insektsart som beskrevs av Ludwig Redtenbacher 1908. Erastus forcipatus ingår i släktet Erastus och familjen Phasmatidae. Inga underarter finns listade i Catalogue of Life.